# Алуксне
А́луксне (латыш. Alūksneо файле; в русских летописях — др.-рус. Олыста, Алыстъ, Волыстъ, до 1917 года официально — Мариенбу́рг, нем. Marienburg) — город на северо-востоке Латвии у одноимённого озера, административный центр Алуксненского края.
Известен с 1284 года. До 1917 года назывался Мариенбург (в честь Девы Марии). Современное название города происходит от латг. olūksna — «родник в лесу».
Городской остров известен как Замковый (Pils sala), или остров Марии. Старинный замок в наше время используется как открытая театральная площадка.

## История
Область вокруг озера Алуксне первоначально была заселена финноязычными племенами, а с VIII—XII веков — латгалами. Год возникновения поселения на месте нынешнего города, тогда известного как Олыста, Алыст или Волыст, указан в псковской летописи как 1284-й.
В XIII веке поселение было захвачено крестоносцами Ливонского ордена. В 1284 году на острове ими построен замок Мариенбург, служивший для защиты торговых путей из Риги в Псков. Поселение, выросшее рядом с замком, также стало известно как Мариенбург. В 1342 году деревянный замок был заменён каменным.
В 1560 году взят войсками Ивана IV в ходе Ливонской войны. В 1582 году включён в состав Речи Посполитой.
В 1629 году по результатам польско-шведских войн и Альтмаркского перемирия отошёл шведам.
В 1658 году, в ходе русско-шведской войны, взят русскими войсками под командованием Афанасия Насакина. Захват закреплён по Валиесарскому перемирию.
В 1661 году по Кардисскому мирному договору передан шведам.
В 1683 году лютеранском священником Эрнстом Глюком, первым переводчиком Библии на латышский язык, были основаны первые школы с преподаванием на латышском языке.
Во время Северной войны, в 1702 году русская армия во главе с Б. П. Шереметевым заняла город. При этом в плен попал Эрнст Глюк и его воспитанница Марта Скавронская (Крузе), ставшая любовницей и впоследствии женой первого российского императора Пётра I. В 1724 году под именем Екатерины I она была коронована, став российской императрицей.
После войны замок Мариенбург утратил своё значение и больше не восстанавливался. До наших дней сохранились отдельные развалины крепостных стен в западной части острова Пилссала (57°25′47″ с. ш. 27°03′06″ в. д.).
В середине XVIII века поместье Мариенбург пожаловано государственному канцлеру М. И. Воронцову, который в 1764 году продал его лейб-медику И. Ф. Фитингофу. В середине XIX века рядом с развалинами старого замка Фитингофы выстроили новую резиденцию.
- Крепость Алуксне в 1661 году
- Новый замок Фитингофов (середина XIX в.)
- Стены старого замка, 2010 год
- План замка согласно Карлу фон Левиз-оф-Менару
- Вид на Новый замок у фонтана
- Алуксне. Мост на Замковый остров

## Население
По данным Центрального статистического управления Латвии, в 2021 году численность населения города составляла 7093 человека. По состоянию на 2020 год, доля населения старше 65 лет в структуре населения города — 23,4 % (1531 человек), а доля населения младше 14 лет — 14,6 % (956 человек).

## Транспорт

### Автодороги
К Алуксне подходят региональные автодороги P39 Алуксне — граница Эстонии (Апе), P40 Алуксне — Зайцева, P41 Алуксне — Лиепна и P43 Литене — Алуксне.

### Междугородное автобусное сообщение
Основные маршруты: Алуксне — Рига; Алуксне — Смилтене; Алуксне — Апе; Алуксне — Цесис; Алуксне — Виляка — Карсава — Резекне; Алуксне — Балвы — Резекне; Алуксне — Гулбене — Мадона — Екабпилс.

### Железнодорожное сообщение
Алуксне соединяется узкоколейной (750 мм) железной дорогой с Гулбене.

## Известные уроженцы и жители
- Эрнст Готлиб Глюк (около 1698 — 1767) — российский государственный деятель, вице-президент Юстиц-коллегии Лифляндских и Эстляндских дел.
- Андрей Расторгуев (р. 1988) — латвийский биатлонист.
- Эрнест, Николай Андреевич (1893—1968) — советский военачальник, генерал-майор танковых войск[9].
- Место погребения актёра и режиссёра Якова Крейлиса (1929—2003); рядом, согласно завещанию, захоронена урна с прахом супруги Киры Александровны (1931—2021).